# Harris Savides
Harris Savides (* 28. September 1957 in New York City; † 9. Oktober 2012 ebenda) war ein US-amerikanischer Kameramann. Zu seinen bekanntesten Arbeiten zählen Gus Van Sants Todestrilogie (Gerry, Elephant und Last Days), The Game – Das Geschenk seines Lebens und American Gangster.
Savides wurde 1957 in New York als Kind griechischstämmiger Eltern geboren. Er schloss seine Ausbildung in Fotografie und Film an der School of Visual Arts in New York ab.
Bekannt wurde Savides außerdem durch seine besondere Bildgestaltung für die Filme The Yards und Birth, bei denen er das Filmmaterial nur schrittweise entwickeln ließ, um die Farben aufzulösen und den Schwarztönen eine violett-braune Färbung zu geben, wodurch die Bilder an Gemälde von Georges de la Tour und Caravaggio erinnern.
Zudem war Savides der einzige Kameramann, der drei MTV Video Music Awards für Best Cinematography gewonnen hat, zwei davon sogar hintereinander, für Rain von Madonna und Everybody Hurts von R.E.M.
Savides lebte zuletzt in Manhattan mit seiner Frau Medine und seiner Tochter Sophie. Er starb dort im Alter von 55 Jahren an einem Hirntumor.

## Filmografie
- 1993: Todsünde (Lake Consequence) (TV) – Regie: Rafael Eisenman
- 1994: The Investigator (TV-Kurzfilm) – Regie: Matthew Tabak
- 1996: Mississippi Delta (Heaven’s Prisoners) – Regie: Phil Joanou
- 1997: The Game – Regie: David Fincher
- 1998: Illuminata – Regie: John Turturro
- 2000: The Yards – Im Hinterhof der Macht (The Yards) – Regie: James Gray
- 2000: Forrester – Gefunden! (Finding Forrester) – Regie: Gus Van Sant
- 2001: The Hire: The Follow (Kurzfilm) – Regie: Wong Kar-Wai
- 2002: Gerry – Regie: Gus Van Sant
- 2003: Elephant – Regie: Gus Van Sant
- 2004: Birth – Regie: Jonathan Glazer
- 2005: Last Days – Regie: Gus Van Sant
- 2007: Zodiac – Die Spur des Killers (Zodiac) – Regie: David Fincher
- 2007: Margot und die Hochzeit (Margot at the Wedding) – Regie: Noah Baumbach
- 2007: American Gangster – Regie: Ridley Scott
- 2007: The Key to Reserva (Kurzfilm) – Regie: Martin Scorsese
- 2008: Milk – Regie: Gus Van Sant
- 2009: Whatever Works – Liebe sich wer kann (Whatever Works) – Regie: Woody Allen
- 2010: Greenberg – Regie: Noah Baumbach
- 2010: Somewhere – Regie: Sofia Coppola
- 2011: Restless – Regie: Gus Van Sant
- 2013: The Bling Ring – Regie: Sofia Coppola (Der Film ist ihm in Vor- und Abspann gewidmet)